# اندیس امیدیه-آغاجاری (اندیس هشتم)
امیدیه-آغاجاری (اندیس هشتم) یک اندیس مصالح ساختمانی است که در حوالی شهر آغاجاری استان خوزستان قرار دارد و مادهٔ معدنی موجود در آن، مارن است. و دیرینگی آن به دوران نئوژن می‌رسد. 